# Natalia Sniadanko
Natalka Wolodymyriwna Sniadanko (en ukrainien Наталка Володимирівна Сняданко), née le 20 mai 1973 à Lviv, est une écrivaine, journaliste et traductrice ukrainienne. 

## Biographie
Natalka Sniadanko naît à Lviv en Ukraine le 20 mai 1973. Elle effectue ses études supérieures à l'université de Lviv et à l'université de Fribourg. 
Son premier roman, Collection de passions (Колекція пристрастей), est publié en 2001. Il est traduit en polonais, en russe, en tchèque, en allemand, en hongrois. Elle écrit ensuite six autres romans.
Elle remporte le prix littéraire Joseph Conrad Korzeniowski. Elle est finaliste de plusieurs autres prix et bénéficie de bourses et subventions de plusieurs institutions culturelles de divers pays.
Natalka Sniadanko écrit également des essais et des nouvelles, qui sont régulièrement traduits par Jennifer Croft et publiés dans The New York Times, The Guardian, The New Republic, Brooklyn Rail, et Two Lines. Ses nouvelles sont publiées dans un recueil.
Comme traductrice, elle traduit des œuvres de l'allemand, notamment de Max Goldt et de Gunter Grass, et du polonais, notamment de Zbigniew Herbert et de Czesław Miłosz, en ukrainien. En tant que journaliste, elle publie pour le Süddeutsche Zeitung et pour le Brooklyn Rail. 
Elle vit à Lviv.

## Œuvres
- Колекція пристрастей (2001)
  - The Passion Collection, or The Adventures and Misadventures of a Young Ukrainian Lady (2010) Traduit par Jennifer Croft
- Сезонний позпродаж блондинок (2005)
- Синдром стерильності (2006) (syndrome de stérilité)
- Чебрець у молоці (2007) (Thym dans le lait)
- Комашина тарзанка (2009)
- Гербарій коханців (2011) (Herbier des amoureux)
- Фрау Мюллер не налаштована платити більше (2013)
- Охайні прописи ерцгерцога Вільгельма (2017) (cahiers d'exercices ordinaires de Wilhelm Archiduc)
- Перше слідство імператриці (2021) (La première enquête de l'impératrice)